# 格平根
格平根（德語：Göppingen，發音：[ˈɡœpɪŋən] ⓘ）是德国巴登-符腾堡州斯图加特行政区格平根县的城市，也是格平根县的县治，面积59.21平方千米，2023年12月31日人口为59,300人。

## 历史
根据历史传说，格平根镇最早由阿拉曼人在公元3、4世纪创建，整个市镇曾在1782年遭大火摧毁，但很快重建恢复。19世纪进入工业化，成为当地一重要的工业区中心。著名企业有生产玩具火车的马克林公司、生产硬币制造设备的舒勒公司（Schuler）等。

## 文化
埃斯林根应用技术大学（Hochschule Esslingen）在格平根设有分校，专业设置精密机械、微电子和信息学。有一家综合医院 — 橡山综合医院（Klinik am Eichert），为德国乌尔姆大学附属临床教学医院。

## 友好城市
- 義大利 福賈（1971年）
- 奥地利 克洛斯特新堡（1971年）
- 法國 佩萨克（2000年）
- 德国 松讷贝格（1990年）